# Beyond the Veil
Beyond the Veil – drugi album studyjny norweskiego zespołu gothic metalowego Tristania.

## Lista utworów
1. "Beyond the Veil" – 6:37
2. "Aphelion" – 7:50
3. "A Sequel of Decay" – 6:33
4. "Opus Relinque" – 6:08
5. "Lethean River" – 5:56
6. "...of Ruins and a Red Nightfall" – 6:22
7. "Simbelmynë" – 1:00
8. "Angina" – 4:39
9. "Heretique" – 4:51
10. "Dementia" – 2:21

## Twórcy
- Vibeke Stene - śpiew
- Morten Veland - growl, gitara
- Østen Bergøy - śpiew
- Anders Høyvik Hidle - gitara
- Rune Østerhus - gitara basowa
- Einar Moen - instrumenty klawiszowe
- Kenneth Olsson - perkusja